# Commodore 64
De Commodore 64, ook C64 of CBM64, is een bekende 8 bit-homecomputer van Commodore. Het model werd geïntroduceerd in januari 1982.
De homecomputer heeft een vermelding in het Guinness Book of Records als de bestverkochte computer ooit, met een geschat aantal tussen de 10 en 17 miljoen verkochte exemplaren.

## Kenmerken
De Commodore 64 kwam in 1982 op de markt. De behuizing bestond uit een dik toetsenbord, waarbij het computergedeelte zich onder de toetsen bevond. De Commodore 64 werd aangesloten op een televisietoestel dat als monitor voor beeld en geluid diende. Daarnaast waren er ook speciale beeldschermen voor de Commodore 64, zodat deze ook kon worden gebruikt op plekken waar geen televisietoestel was.  
De Commodore 64, die bij de ontwikkeling VIC-40 werd gedoopt, maar nooit onder die naam op de markt kwam, was door Commodore ontwikkeld als opvolger van de VIC-20. Het nummer 64 heeft betrekking op het werkgeheugen, dat 64 kB groot was. Omdat de adresruimte van de processor ook 64 kB groot was, kon het gehele RAM-geheugen slechts onder bijzondere omstandigheden worden benut. Een deel van de adresruimte werd gebruikt voor ROM-routines zoals de BASIC-interpreter. Onder BASIC was er slechts 38 kB (38911 bytes) vrij voor de gebruiker. De eerste melding, die na het aanschakelen op het scherm verscheen, was:

## Mogelijkheden
Het systeem was gebaseerd op de MOS 6510-processor, een variant van de MOS Technology 6502-processor. Verder was het systeem uitgerust met de VIC-II (video interface chip) voor de grafische mogelijkheden en de SID6581 (sound interface device) voor het geluid, waardoor het apparaat goed ontwikkelde grafische en geluidsmogelijkheden bezat. Dergelijke mogelijkheden kwamen bij de IBM-PC en klonen pas jaren later. De SID-chip was een complete geluidssynthesizer, die softwarematig werd aangestuurd. Ook de VIC-II-chip was geavanceerd voor die tijd door de mogelijkheid van sprites, grafische objecten die onafhankelijk van elkaar konden bewegen. De kernel ondersteunde deze geavanceerde eigenschappen echter niet.
Om onder BASIC gebruik te kunnen maken van de geavanceerde hardware, moesten gegevens op een primitieve wijze worden ingevoerd. Zo konden plaatjes worden ontworpen met peek- en poke-opdrachten. (Peek is het opvragen van een getal uit een geheugenadres, poke is een waarde in een geheugenadres schrijven.) Zo kon bijvoorbeeld met de opdrachten poke 53280,0 en poke 53281,0 respectievelijk de buiten- en de binnenrand van het scherm zwart worden gemaakt. Er konden ook simpele afbeeldingen worden gemaakt via de Commodore-karakterset PETSCII.

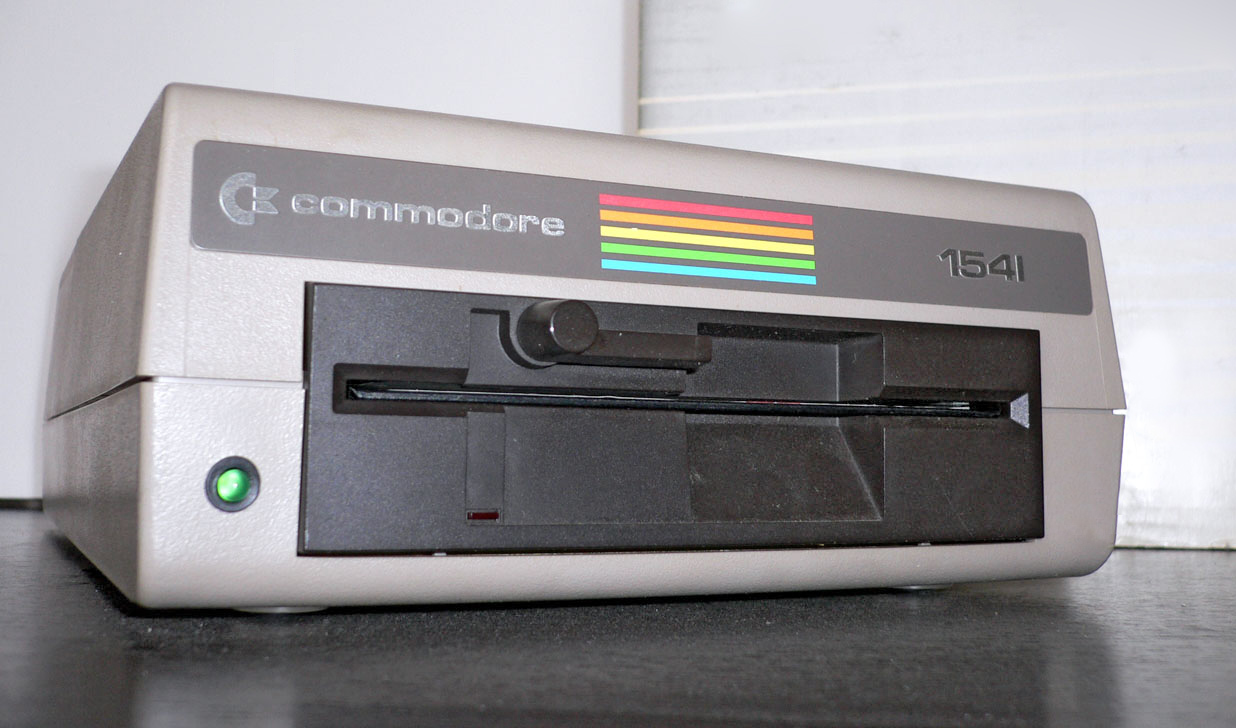
1541-floppydiskdrive

## Gegevensopslag
Om programma's en gegevens op te slaan, kon gebruik worden gemaakt van een cassettebandje. De computer gebruikte fluittonen om de digitale gegevens op te slaan. Dat ging erg langzaam en het duurde al gauw enkele minuten voordat een programma was geladen. Met hulpprogramma's (zoals Fast) die apart moesten worden geladen, was het mogelijk om gegevens sneller, maar ook minder betrouwbaar op te slaan en te lezen.
Later kon een diskdrive worden aangesloten. De bekendste diskdrive was de 1541. Deze werkte met een 5¼"-diskette, waar 170 kB aan data op kon. Daarnaast waren er DS (double sided)-diskettes die tweezijdig bruikbaar waren. Sommige mensen pasten op de enkelzijdige diskettes een controversiële truc toe om de capaciteit van de enkelzijdige diskette gelijk te stellen aan die van de dubbelzijdige: met een speciaal voor dat doel ontworpen perforator kon een extra inkeping in de diskette worden gemaakt, waardoor het mogelijk was om evenals bij de dubbelzijdige diskettes de diskette om te draaien en de achterkant te gebruiken voor nog eens 170 kB aan programma's.
Er werd ook een insteek-ROM ontwikkeld die ervoor zorgde dat de diskdrive vele malen sneller kon laden en opslaan. 
In een later stadium is er nog een 3,5"-diskdrive uitgebracht, de Commodore 1581. Hiervan zijn echter niet veel exemplaren gemaakt en deze diskdrives zijn dan ook tamelijk zeldzaam. Op deze disks kon een veelvoud van de 5¼" opgeslagen worden.
Naast de diskettes werden er cartridges (ROM) op de markt gebracht waarop al software stond, bijvoorbeeld Simons' Basic. De bekendste waren de KCS Power Cartridge en de Final Cartridge III waarmee met speciale commando's programma's sneller waren op te slaan en te laden van en naar de cassette-recorder en de diskdrive. Daarbij werd gebruikgemaakt van geoptimaliseerde routines. De cartridges waren door middel van memorymapping en memory overlays in staat om in het adresgeheugen van de processor te opereren, zonder dat zij daarbij zelf geheugen innamen.
Het besturingssysteem van de Commodore 64 herkende een gamecartridge aan een speciale bytesequentie beginnend op adres $8000 (32768). Bij het opstarten van de computer werd gekeken of er op dat adres een cartridge aanwezig was, en zo ja werd de cartridge geactiveerd. Door middel van de warm reset (RUN-STOP / RESTORE) kon de cartridge opnieuw worden opgestart.
Cartridges konden ook handmatig worden opgestart met het commando SYS 32768. Dat was soms praktischer, omdat je anders de cartridge niet kon deactiveren zonder de cartridge te verwijderen.
Veel games die als cartridge waren uitgebracht, waren redelijk makkelijk te kraken omdat ze eenvoudig naar het hoofdgeheugen te kopiëren waren. Veel gebruikers voorzagen deze games met behulp van compressietechnieken vervolgens van een eigen gezicht.

## Software
Er was veel software voor de C64 beschikbaar, van vermaak tot professioneel. De computer heeft zijn bekendheid voornamelijk te danken aan de talloze spellen die er voor het apparaat zijn ontwikkeld. Bekende namen waren the Last Ninja, Out Run en Maniac Mansion. Nederlandse en Duitse computerbladen drukten programma's op papier, listings, af. Men moest dan pagina's vol Commodore BASIC-regels zelf intypen, waarna dit met een controlecijferprogramma op juistheid kon worden gecontroleerd. 
Het tekstverwerkingsprogramma voor de C64 was EasyScript, terwijl Superbase een huis-, tuin- en keukendatabase was. Tevens was er een eenvoudig spreadsheet programma ontwikkeld van Multiplan.
Naast de uitgevers van spelletjes en meer serieuze software had de C64 ook een zeer actieve groep hobbyisten die demo's maakten en verspreidden. In deze demo's toonden de makers hun vaardigheid in het programmeren. Deze programma's waren ook grafisch en muzikaal zeer vooruitstrevend. Veel makers van demo's zijn later spelletjes voor de C64 gaan maken.
In de jaren tachtig was ook software beschikbaar via Basicode: op de Nederlandse radio werden programma's uitgezonden, die vervolgens via de taperecorder in de computer konden worden geladen.

## Opvolgers
De Commodore 64 werd in 1985 opgevolgd door de Commodore 128 en enkele maanden later door de Amiga. In 1998 werd onder licentie de Commodore 64 Web It-internetcomputer, met het Commodore 64-logo er op, geproduceerd. In 2004 kwam er een Commodore 64 DTV-joystick uit die verschillende originele en accurate C64-spellen bevatte.
In juni 2011 is de Commodore 64 opnieuw uitgebracht door Commodore USA. Men heeft gebruikgemaakt van het oude breadbin-model, maar intern heeft het een mini itx-moederbord met cd-rom. Bij het opstarten kan men kiezen voor de C64-emulatormode of voor de gewone pc-modus.

## C64 Mini
In april 2018 werd de C64 Mini, officieel genaamd THEC64, uitgebracht door Retro Games Ltd. Het is een gedetailleerde replica op 50% van de originele grootte. Het hart van de C64 Mini is een Banana Pi-singleboardcomputer waarop een C64-emulator draait en die daarnaast ook 64 originele Commodore 64-spellen bevat. Via een HDMI-kabel kan de Mini op een tv of monitor aangesloten worden en levert dan beeld in 720p-kwaliteit. De Mini bevat verder 2 USB-poorten en wordt gevoed via een (niet meegeleverde) micro-USB voeding, bijvoorbeeld een telefoon-oplader.

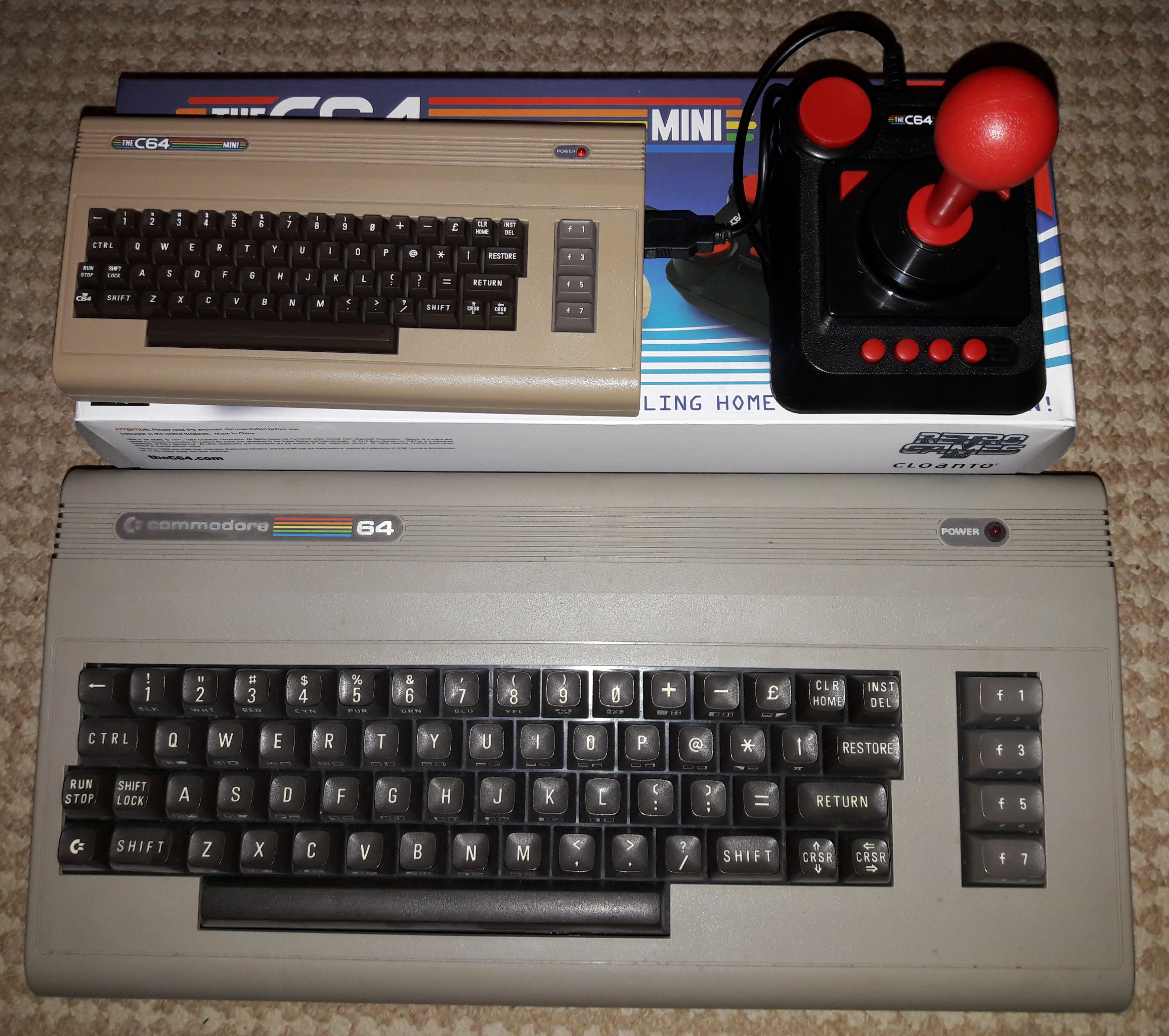
Een originele Commodore 64 samen met THEC64 Mini.

Het toetsenbord is slechts decoratie, maar met de meegeleverde USB-joystick kan door een lijst van spellen gebladerd worden die vervolgens gespeeld kunnen worden. Er kan ook een USB-toetsenbord aangesloten worden. Met extra knopjes op de joystick kan een virtueel toetsenbord op het beeldscherm getoond worden zodat met enige moeite ook via de joystick commando's ingetikt kunnen worden. Verder is er de mogelijkheid om per spel tot 4 snapshots op te slaan, als 'savepoints' of om een andere keer verder te spelen, zelfs als het originele spel in een keer uitgespeeld moest worden.
Naast de spellen kan ook voor 'Commodore BASIC' gekozen worden, dan verschijnt het bekende blauwe scherm en is de Mini een echte programmeerbare Commodore 64 geworden. In deze modus kan ook niet-meegeleverde software geladen worden door in een van de USB-poorten een USB-stick te steken die dienst doet als Commodore 1541-disk drive. Als de USB-stick een D64-diskimage bevat die hernoemd is naar THEC64-drive8.D64, zal deze beschouwd worden als een floppy disk waarvan elk origineel Commodore 64-spel gestart kan worden. Door het spel vervolgens als snapshot op te slaan kan het ook zonder USB-stick op de Mini gespeeld worden. Oude Commodore 64-games zijn in overvloed als in D64-image te vinden, bijvoorbeeld op c64g.com/games.

## Nostalgie
Door tussenkomst van een emulator, waarbij de C64 wordt nagebootst in een modern besturingssysteem, kunnen spelletjes als Pac-Man, Choplifter en Frogger weer opnieuw worden gespeeld.
Enkele bekende voorbeelden van een emulator zijn VICE, CCS64, Frodo en C64EMU. Ook de oude spelletjes zijn eenvoudig te vinden op speciaal daarvoor ingerichte websites. Omdat de software doorgaans niet meer wordt ondersteund en ook niet meer wordt geleverd, bijvoorbeeld omdat het oorspronkelijke bedrijf failliet is, wordt deze software wel - al dan niet legaal - als abandonware aangeboden.
Nog altijd is er een schare enthousiaste hobbyisten, die nieuwe soft- en hardware ontwikkelt voor de C64. Zo is er diverse hardware verkrijgbaar waarmee moderne opslagmedia als SD-kaarten en USB-sticks op de C64 kunnen worden aangesloten, zoals de MMC64 en de 1541 Ultimate II. Hiermee wordt de gegevensuitwisseling tussen de C64, moderne computers en gebruikte emulatoren vergemakkelijkt.
Bovendien houden fans internationale bijeenkomsten. De populairste internationale bijeenkomsten specifiek gericht op C64-gebruikers zijn de zogenaamde X-Parties. Dit zijn tweejaarlijkse meerdaagse bijeenkomsten die in Nederland plaatsvinden. Deze worden sedert 1995 georganiseerd. In 2010 werd de X-Party (X 2010) bezocht door meer dan 250 mensen uit alle delen van de wereld.

## Trivia
- Het spel Grand Theft Auto: Vice City, dat zich afspeelt in de jaren tachtig, begint met het (licht aangepaste) openingsscherm van een C64. Op dit scherm wordt het LOAD-commando getypt, waarna het spel verder wordt geladen.
- De computer heeft bij veel muziekartiesten een mythische status. In nummers wordt er dan ook regelmatig aan gerefereerd. Zo is er een Commodore 64 Orchestra en heeft de band mind.in.a.box een cd gemaakt als hommage aan de Commodore 64.
- De Duitse muziekband Welle:Erdball maakt synthpop met behulp van de SID-geluidchip van de Commodore 64. Deze soort synthpop wordt ook weleens bitpop genoemd, naar het gebruik van 8 bits-geluidchips van oude spelcomputers.
- Op de Commodore 64 stond Ocean Software bekend om zijn 'Ocean Loader'. Het laden van een spel duurde al gauw meerdere minuten. Met de Ocean Loader werden er tijdens het laden van het spel afbeeldingen getoond en muziek in de achtergrond gespeeld.